# Emily Jane White
Pour les articles homonymes, voir White.
Emily Jane White (née en 1982) est une chanteuse et instrumentiste américaine. Elle a découvert très jeune la musique folk, a appris très tôt à chanter, jouer du piano et de la guitare. Après des études à l'université de Californie à Santa Cruz, elle fait un séjour à Bordeaux avant de s'établir à San Francisco.

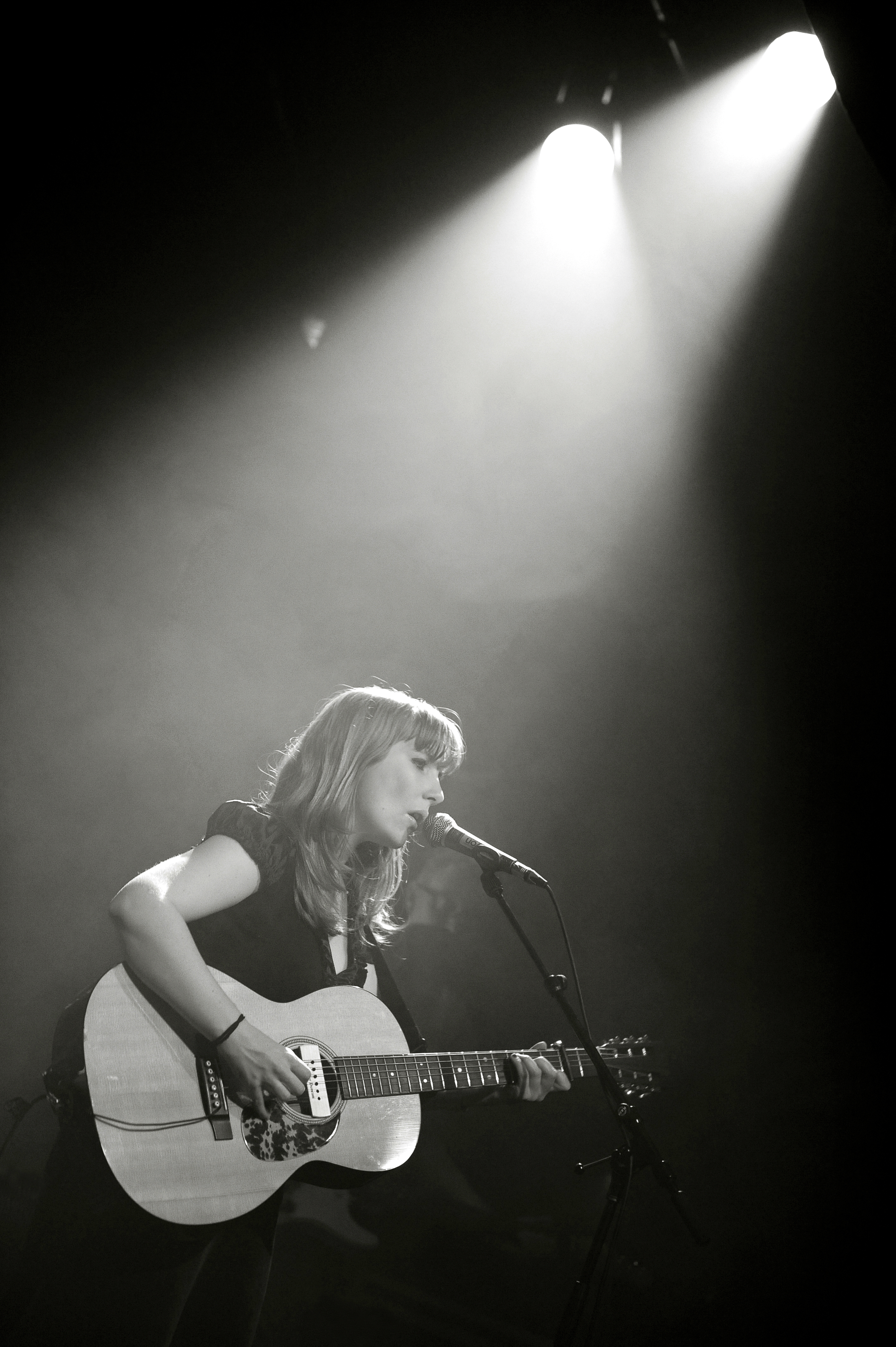
Emily Jane White. 2010. Le Fuzz'Yon. France.

## Albums

### Dark Undercoat (avril 2008)
Albums de Emily Jane White
Victorian America
Dark Undercoat est le premier album d'Emily Jane White, distribué en France en avril 2008 par Talitres — le label bordelais, qui comprend dix titres dégageant des mélodies sombres et mélancoliques au piano et à la guitare, accompagnées de la voix grave d'Emily Jane White :
1. Bessie Smith
2. Hole in the Middle
3. Dark Undercoat
4. Dagger
5. Time on Your Side
6. The Demon
7. Sleeping Dead
8. Blue
9. Wild Tigers I Have Known
10. Two Shots to the Head

La voix dans Bessie Smith nous rappelle celle de Chan Marshall ainsi que dans Sleeping Dead et Blue, celle d’Alela Diane. En revanche, Wild Tigers I Have Known est un des titres du film américain du même nom, écrit et réalisé par Cam Archer.

### Victorian America (octobre 2009, en France)
Albums de Emily Jane White
Dark Undercoat Ode To Sentience
1. Never Dead
2. Stairs
3. Victorian America
4. The Baby
5. Frozen Heart
6. The Country Life
7. Liza
8. The Ravens
9. Red Serpent
10. Red Dress
11. A Shot Rang Out
12. Ghost Of Horse

Le deuxième album de White a été enregistré à San Francisco et à Oakland, en Californie, avec les musiciens de la tournée européenne de Dark Undercoat. Le titre Victorian America avait déjà été joué en public à l'occasion de cette tournée.

### Ode To Sentience (novembre 2010)
Albums de Emily Jane White
Victorian America Blood / Lines
1. Oh, Katherine
2. The Cliff
3. Black Silk
4. The Black Oak
5. I Lay To Rest (California)
6. Clipped Wings
7. The Preacher
8. The Law
9. Requiem Waltz
10. Broken Words'
11. Silhouette (titre bonus sur la version 2012 du CD produit par Antenna Farm Records)

### Blood / Lines (octobre 2013)
Albums de Emily Jane White
Ode To Sentience They Moved in Shadow All Together
1. My Beloved
2. Faster Than The Devil
3. Keeley
4. Thoroughbred
5. Wake
6. Dandelion Daze
7. Holiday Song
8. The Roses
9. The Wolves

### They Moved in Shadow All Together (avril 2016)
Albums de Emily Jane White
Blood / Lines Immanent Fire
1. Frozen Garden
2. Pallid Eyes
3. Hands
4. Nigthmare on Repeat
5. Rupturing
6. Moulding
7. The Ledge
8. The Black Dove
9. Antechamber
10. Womankind
11. Behind the Glass

Le titre de ce cinquième album est inspiré par la première phrase du roman L'Obscurité du dehors ((en) Outer Dark, 1968) de Cormac McCarthy : « They crested out on the bluff in the late afternoon sun with their shadows long on the sawgrass and burnt sedge, moving single file and slowly high above the river and with something of its own implacability, pausing and grouping for a moment and going on again strung out in silhouette against the sun and then dropping under the crest of the hill into a fold of blue shadows with light touching them about the head in spurious sanctity until they had gone on for such a time as saw the sun down altogether and they moved in shadow altogether which suited them very well. »

### Immanent Fire (novembre 2019)
Albums de Emily Jane White
They Moved in Shadow All Together
1. Surrender
2. Drowned
3. Infernal
4. Washed Away
5. Metamorphosis
6. Dew
7. Shroud
8. Entity
9. Light
10. The Gates at the End

### Alluvion (mars 2022)
Albums de Emily Jane White
They Moved in Shadow All Together
1. Show me the war
2. Crepuscule
3. Heresy
4. Poisoned
5. Body against the gun
6. The hands above me
7. Mute swan
8. Hold them alive
9. Hollow hearth
10. I spent the years frozen
11. Battle call